# Günther Blumentritt
Günther Blumentritt (10. februar 1892 – 12. oktober 1967) var en tysk general under 2. Verdenskrig. Han spillede en betydelig rolle ved planlægningen af felttoget i Polen (1939). Han gjorde tjeneste krigen igennem, fortrinsvis på Vestfronten, og efter krige blev han indkaldt som vidne ved Nürnbergprocessen, om end han aldrig kom til at aflægge vidneudsagn.
Blumentritt var født i München og gjorde tjeneste i den tyske hær i 1. Verdenskrig på Østfronten i Preussen. Senere i mellemkrigsårene gjorde han tjeneste under Wilhelm Ritter von Leeb sammen med sin ven Erich von Manstein.
I 1939 var Blumentritt oberst og operationschef under General Gerd von Rundstedt i Heeresgruppe Süd i Schlesien mens von Manstein var Rundstedts stabschef. Sammen udviklede Blumentritt og von Manstein en operationsplan for den tyske invasion af Polen, med betegnelsen Fall Weiss.
I 1940 tog Blumentritt del i slaget om Frankrig. Det følgende år, under general Günther von Kluge, blev han stabschef for den tyske 4. Armé og forfremmet til general.
I 1941 var Blumentritt trods sin modstand mod planen involveret i den tyske invasion af Sovjetunionen. Han returnerede til Tyskland i 1942 som leder af operationsafdelingen i OKH. Senere på året anbefalede han sine overordnede, at tyskerne skulle trække sig tilbage fra Stalingrad; men hans anbefalinger blev afvist.
Under de Vestallieredes invasion i Normandiet i 1944 var Blumentritt stabschef under von Rundstedt, der var øverstkommanderende over de tyske tropper i vest (OB-West). Han blev derefter impliceret i 20. juli-attentatet mod Adolf Hitler. Attentatet slog fejl, og en del tyske officeret blev fængslet og henrettet. Blumentritt blev fjernet fra sin stilling, men overlevede fordi Hitler ikke troede på, at han var skyldig, og rent faktisk blev han tildelt Ridderkorset for sin indsats. Kort tid senere vendte han tilbage til tjenesten som chef for 12. SS Korps.
Efter afslutningen af Operation Blackcock blev Blumentritt udpeget til chef for 25. Armé. I marts 1945 havde han i en kort periode ledelsen af 1. faldskærmsarmé og ledede derefter "Heeresgruppe Blumentritt", en tilfældig samling udmarvede enheder, indtil krigens slutning.
Blumentritt blev taget til fange af briterne den 1. juni 1945 i Slesvig-Holsten. Han blev sat i en britisk krigsfangelejr den 1. december 1945 og blev derefter flyttet til en amerikansk fangelejr hvor han blev indtil 1. januar 1948. Han døde den 12. oktober 1967 i München.

## Æresbevisninger
- Jernkorset
  - Anden klasse (29. september 1914)
  - Første klasse (18. marts 1916)
- Emblem for sårede i sort (1. Verdenskrig)
- Tyske kors i guld (26 January 1942)
- Medalje for vinterfelttoget i Rusland 1941/1942 (7. august 1942)
- Huset Hohenzollerns orden
- Ridderkors med egeløv

## På film
| År   | Titel           | Rolle     | Noter                                 |
| ---- | --------------- | --------- | ------------------------------------- |
| 1962 | Den længste dag | Stabschef | Blev i filmen spillet af Curd Jürgens |